# Psytron
Psytron è un videogioco di azione e strategia pubblicato nel 1984 per Commodore 64 e ZX Spectrum dalla britannica Beyond Software, che vede il giocatore al comando delle complesse difese di una base planetaria sotto attacco alieno. L'edizione per Spectrum ottenne molte buone recensioni dalla stampa.

## Modalità di gioco
La base Betulla 5 è un grande complesso con atmosfera artificiale situato su un altopiano di un remoto pianeta. Un grande corridoio circolare centrale collega le diverse installazioni che la compongono: unità medica, unità ossigeno, alloggi dell'equipaggio, impianto energetico, eccetera. L'importanza e l'utilità pratica di ciascuna installazione è variabile, e parte fondamentale della strategia è decidere dove concentrare le difese.
La maggior parte dello schermo mostra, con visuale in prospettiva dal centro della base, il settore attualmente inquadrato dal giocatore; si può cambiare istantaneamente tra 10 inquadrature possibili (su Commodore 64 è possibile anche lo scorrimento orizzontale continuo). In basso vengono mostrate varie informazioni testuali sulle condizioni della base, in particolare quali settori sono sotto attacco, mentre in basso a destra si ha una piccola visuale tridimensionale dell'interno del corridoio circolare.
Il gioco è suddiviso in 6 livelli. L'obiettivo è sempre respingere per un certo tempo gli attacchi nemici subendo meno danni possibile. A ogni livello viene introdotto un nuovo elemento di complessità del gioco aggiungendo nuove capacità ai nemici e/o alle difese. Seguono le caratteristiche dei livelli:
1. Nel cielo sopra la base fluttuano dischi volanti nemici che trasportano dei robot sabotatori a forma di cane a tre zampe. I robot si introducono nel corridoio e cercano di raggiungere le varie installazioni per sabotarle. Il giocatore comanda una postazione mobile lungo il corridoio, con cui li deve eliminare sparandogli nella visuale 3D del corridoio.
2. I dischi volanti attaccano direttamente gli edifici sganciando bombe. Il giocatore deve sparare ai dischi con un cannone, tramite un mirino nella visuale principale.
3. Si affrontano sia i dischi volanti, sia i robot sabotatori, con la possibilità di cambiare in ogni momento tra il controllo del cannone antiaereo e dell'arma nel corridoio. Viene introdotto il distruttore di materia, da usare con cautela, per eliminare all'istante tutte le astronavi nemiche in un settore.
4. Oltre a quanto sopra, il giocatore può gestire la distribuzione dell'equipaggio per riparare i danni alle vaire strutture. Viene introdotto il congelatore del tempo, che permette di paralizzare la battaglia per controllare con calma i dati.
5. Il giocatore può anche comunicare con un'astronave di rifornimento.
6. Nell'attacco finale bisogna sopravvivere per un'ora.

Per superare un livello è necessario affrontarlo almeno 5 volte, ottenendo il punteggio minimo richiesto. I migliori risultati ottenuti si possono salvare su cassetta in modo da non doverli ripetere.
La Beyond organizzò anche una competizione: per chi avesse completato il gioco con il maggior punteggio entro il 30 novembre 1984 era in palio un Sinclair QL.